# Al-Masjid al-Haram

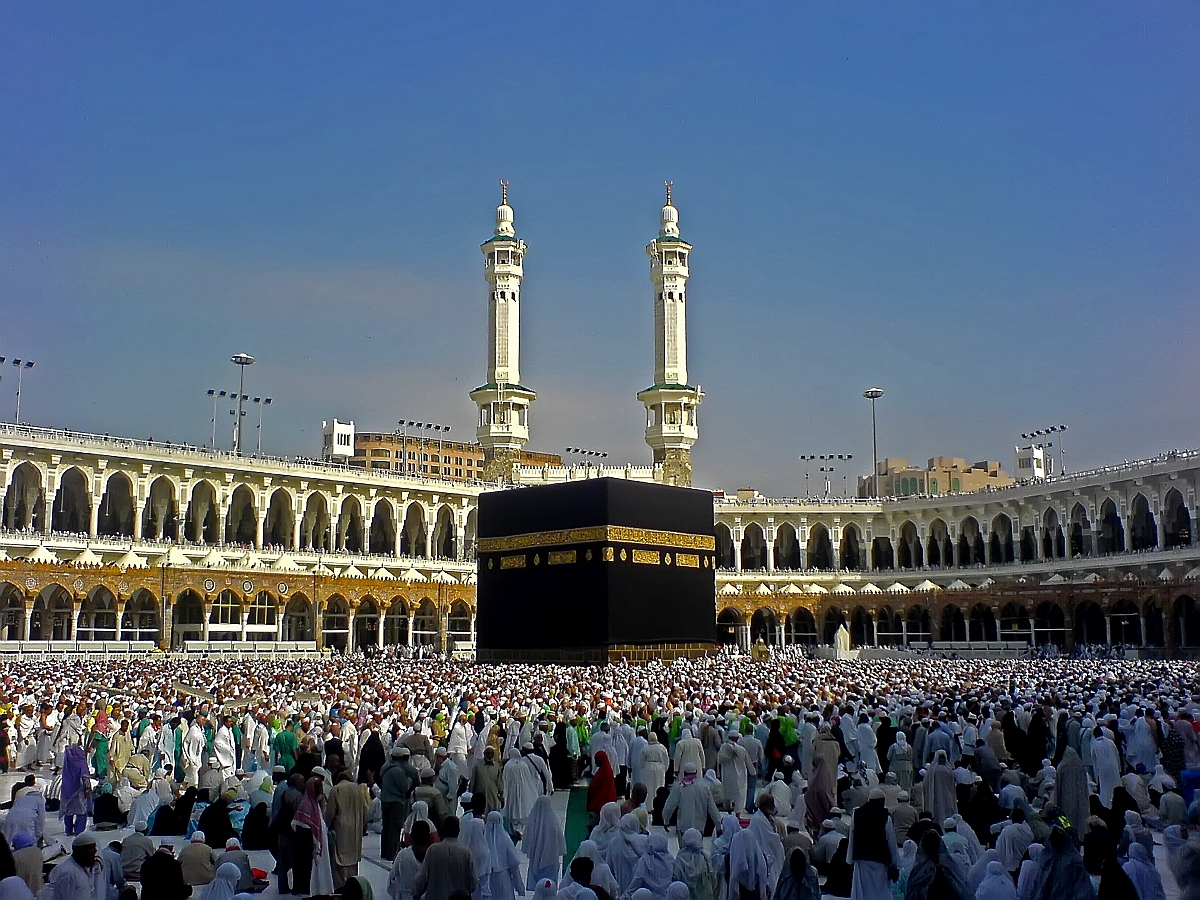
Cầu nguyện tại nhà thờ Al-Masjid Al-Haram

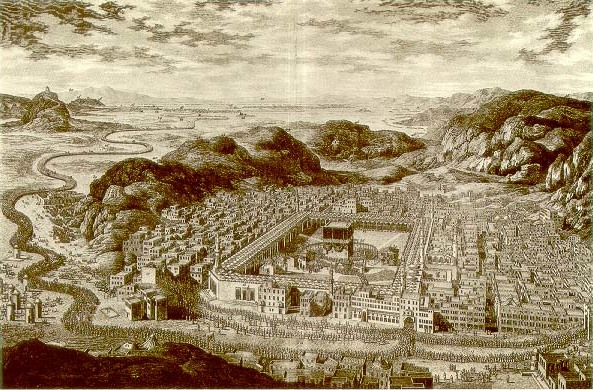
Al-Masjid Al-Haram vào năm 1850, trong thời kỳ đế quốc Ottoman

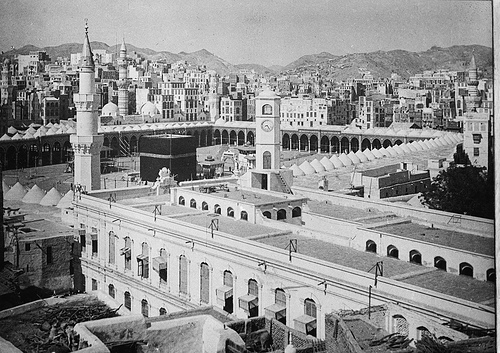
Al-Masjid Al-Haram vào năm 1910

Al-Masjid Al-Haram (tiếng Ả Rập: ٱَلْمَسْجِدُ ٱلْحَرَامُ‎, đã Latinh hoá: al-Masjid al-Ḥarām, n.đ. 'Thánh đường linh thiêng') là một nhà thờ Hồi giáo tại thành phố Mecca, Ả Rập Xê Út. Đây là thánh đường Hồi giáo lớn nhất thế giới và bao quanh một trong những nơi linh thiêng nhất của Hồi giáo, Kaʿaba. Tín đồ Hồi giáo phải quay mặt về hướng của Kaaba trong khi thực hiện Salat. Một trong Năm trụ cột của Hồi giáo đòi hỏi mọi người Hồi giáo phải thực hiện cuộc hành hương (Hajj) ít nhất một lần trong cuộc đời của mình nếu có cơ hội, bao gồm cả việc đi một vòng quanh Kaaba.
Cấu trúc hiện tại của nhà thờ này có diện tích 356.800 m2, bao gồm các không gian cầu nguyện ngoài trời và trong nhà, có thể chứa đến hai triệu tín đồ trong thời gian Hajj, một trong những cuộc tụ họp lớn nhất hàng năm của người dân trên thế giới